# Élections municipales de 2014 en Guyane
Les élections municipales en Guyane se sont déroulées les 23 et 30 mars 2014.

## Maires sortants et maires élus
| Commune                 | Population | Maire sortant             | Parti | Parti   | Maire élu                    | Parti | Parti   |
| ----------------------- | ---------- | ------------------------- | ----- | ------- | ---------------------------- | ----- | ------- |
| Apatou                  | 6 975      | Paul Dolianki             |       | PSG     | Paul Dolianki                |       | PSG     |
| Awala-Yalimapo          | 1 305      | Jean-Paul Fereira         |       | AGEG    | Jean-Paul Fereira            |       | AGEG    |
| Camopi                  | 1 645      | René Monerville           |       | Walwari | René Monerville              |       | Walwari |
| Cayenne                 | 57 229     | Marie-Laure Phinéra-Horth |       | PSG     | Marie-Laure Phinéra-Horth    |       | PSG     |
| Grand-Santi             | 5 526      | Paul Martin               |       | PSG     | Paul Martin                  |       | PSG     |
| Iracoubo                | 1 943      | Daniel Mangal             |       | DVD     | Cornélie Sellali Bouis-Blanc |       | DVG     |
| Kourou                  | 25 260     | Jean-Étienne Antoinette   |       | Walwari | François Ringuet             |       | DVD     |
| Macouria                | 9 995      | Gilles Adelson            |       | DVD     | Gilles Adelson               |       | DVD     |
| Mana                    | 9 081      | Georges Patient           |       | PSG     | Georges Patient              |       | PSG     |
| Maripasoula             | 9 487      | Robert Balla              |       | DVD     | Serge Anelli                 |       | Walwari |
| Matoury                 | 29 235     | Jean Pierre Roumillac     |       | UMP     | Gabriel Serville             |       | PSG     |
| Montsinéry-Tonnegrande  | 2 346      | Patrick Lecante           |       | AGEG    | Patrick Lecante              |       | AGEG    |
| Papaichton              | 5 860      | Richard Lobi              |       | AGEG    | Jules Deie                   |       | DVD     |
| Remire-Montjoly         | 19 894     | Jean-Marcel Ganty         |       | PSG     | Jean-Marcel Ganty            |       | PSG     |
| Roura                   | 2 609      | David Riché               |       | FGPS    | David Riché                  |       | FGPS    |
| Saint-Georges           | 3 946      | Fabienne Mathurin-Brouard |       | DVG     | Georges Elfort               |       | PSG     |
| Saint-Laurent-du-Maroni | 40 462     | Léon Bertrand             |       | UMP     | Léon Bertrand                |       | UMP     |
| Sinnamary               | 3 165      | Jean-Claude Madeleine     |       | DVD     | Jean-Claude Madeleine        |       | DVD     |

### Résultats en nombre de maires
| Partis       | Partis                                      | Maires sortants | Maires élus | Évolution |
| ------------ | ------------------------------------------- | --------------- | ----------- | --------- |
|              | Parti socialiste guyanais                   | 5               | 7           | +2        |
|              | À gauche en Guyane                          | 3               | 2           | -1        |
|              | Walwari                                     | 2               | 2           | -         |
|              | Divers gauche                               | 1               | 1           | -         |
|              | Fédération de la Guyane du Parti socialiste | 1               | 1           | -         |
| Total gauche | Total gauche                                | 12              | 13          | +1        |
|              | Divers droite                               | 4               | 4           | -         |
|              | Union pour un mouvement populaire           | 2               | 1           | -1        |
| Total droite | Total droite                                | 6               | 5           | -1        |
| Total        | Total                                       | 18              | 18          | -         |

## Résultats dans les communes de plus de1 000 habitants

### Apatou
- Maire sortant : Paul Dolianki (DVG)
- 29 sièges à pourvoir au conseil municipal (population légale 2011 : 6 975 habitants)
- 3 sièges à pourvoir au conseil communautaire (CC de l'Ouest guyanais)

|                          | Paul Dolianki * | DVG            | 566   | 55,32  | 23 | 2 |  |  |
|                          | Moïse Edwin     | DVD            | 457   | 44,67  | 6  | 1 |  |  |
|                          |                 |                |       |        |    |   |  |  |
| Inscrits                 | Inscrits        | Inscrits       | 1 481 | 100,00 |    |   |  |  |
| Abstentions              | Abstentions     | Abstentions    | 443   | 29,91  |    |   |  |  |
| Votants                  | Votants         | Votants        | 1 038 | 70,09  |    |   |  |  |
| Blancs et nuls           | Blancs et nuls  | Blancs et nuls | 15    | 1,45   |    |   |  |  |
| Exprimés                 | Exprimés        | Exprimés       | 1 023 | 98,55  |    |   |  |  |
| * Liste du maire sortant |                 |                |       |        |    |   |  |  |

### Awala-Yalimapo
- Maire sortant : Jean-Paul Fereira (DVG)
- 15 sièges à pourvoir au conseil municipal (population légale 2011 : 1 305 habitants)
- 1 sièges à pourvoir au conseil communautaire (CC de l'Ouest guyanais)

| Tête de liste            | Tête de liste         | Liste          | Premier tour | Premier tour | Second tour | Second tour | Sièges | Sièges |
| Tête de liste            | Tête de liste         | Liste          | Voix         | %            | Voix        | %           | CM     | CC     |
| ------------------------ | --------------------- | -------------- | ------------ | ------------ | ----------- | ----------- | ------ | ------ |
|                          | Jean-Paul Fereira *   | DVG            | 215          | 45,35        | 267         | 55,62       | 12     | 1      |
|                          | Paul Henri            | DVD            | 130          | 27,42        |             |             |        |        |
|                          | Jocelyn Roger Thérèse | DVG            | 129          | 27,21        | 213         | 44,37       | 3      |        |
|                          |                       |                |              |              |             |             |        |        |
| Inscrits                 | Inscrits              | Inscrits       | 569          | 100,00       | 569         | 100,00      |        |        |
| Abstentions              | Abstentions           | Abstentions    | 92           | 16,17        | 81          | 14,24       |        |        |
| Votants                  | Votants               | Votants        | 477          | 83,83        | 488         | 85,76       |        |        |
| Blancs et nuls           | Blancs et nuls        | Blancs et nuls | 3            | 0,63         | 8           | 1,64        |        |        |
| Exprimés                 | Exprimés              | Exprimés       | 474          | 99,37        | 480         | 98,36       |        |        |
| * Liste du maire sortant |                       |                |              |              |             |             |        |        |

### Camopi
- Maire sortant : René Monerville (SE)
- 19 sièges à pourvoir au conseil municipal (population légale 2011 : 1 645 habitants)
- 7 sièges à pourvoir au conseil communautaire (CC de l'Est guyanais)

|                          | René Monerville * | DVG            | 449 | 68,34  | 16 | 6 |  |  |
|                          | Joseph Chanel     | DVD            | 208 | 31,65  | 3  | 1 |  |  |
|                          |                   |                |     |        |    |   |  |  |
| Inscrits                 | Inscrits          | Inscrits       | 860 | 100,00 |    |   |  |  |
| Abstentions              | Abstentions       | Abstentions    | 202 | 23,49  |    |   |  |  |
| Votants                  | Votants           | Votants        | 658 | 76,51  |    |   |  |  |
| Blancs et nuls           | Blancs et nuls    | Blancs et nuls | 1   | 0,15   |    |   |  |  |
| Exprimés                 | Exprimés          | Exprimés       | 657 | 99,85  |    |   |  |  |
| * Liste du maire sortant |                   |                |     |        |    |   |  |  |

### Cayenne
- Maire sortant : Marie-Laure Phinéra-Horth (DVG)
- 45 sièges à pourvoir au conseil municipal (population légale 2011 : 57 229 habitants)
- 9 sièges à pourvoir au conseil communautaire (CA du Centre Littoral)

|                          | Marie-Laure Phinéra-Horth * | DVG            | 6 976  | 69,75  | 39 | 8 |  |  |
|                          | Alex Weimert                | DVG            | 2 364  | 23,63  | 5  | 1 |  |  |
|                          | Patricia Triplet            | DVG            | 661    | 6,60   | 1  |   |  |  |
|                          |                             |                |        |        |    |   |  |  |
| Inscrits                 | Inscrits                    | Inscrits       | 22 742 | 100,00 |    |   |  |  |
| Abstentions              | Abstentions                 | Abstentions    | 12 276 | 53,98  |    |   |  |  |
| Votants                  | Votants                     | Votants        | 10 466 | 46,02  |    |   |  |  |
| Blancs et nuls           | Blancs et nuls              | Blancs et nuls | 465    | 4,44   |    |   |  |  |
| Exprimés                 | Exprimés                    | Exprimés       | 10 001 | 95,56  |    |   |  |  |
| * Liste du maire sortant |                             |                |        |        |    |   |  |  |

### Grand-Santi
- Maire sortant : Paul Martin (SE)
- 29 sièges à pourvoir au conseil municipal (population légale 2011 : 5 526 habitants)
- 3 sièges à pourvoir au conseil communautaire (CC de l'Ouest guyanais)

|                          | Paul Martin *  | DVG            | 345 | 66,21  | 24 | 2 |  |  |
|                          | Bendy Pesna    | DVG            | 176 | 33,78  | 5  | 1 |  |  |
|                          |                |                |     |        |    |   |  |  |
| Inscrits                 | Inscrits       | Inscrits       | 673 | 100,00 |    |   |  |  |
| Abstentions              | Abstentions    | Abstentions    | 144 | 21,40  |    |   |  |  |
| Votants                  | Votants        | Votants        | 529 | 78,60  |    |   |  |  |
| Blancs et nuls           | Blancs et nuls | Blancs et nuls | 8   | 1,51   |    |   |  |  |
| Exprimés                 | Exprimés       | Exprimés       | 521 | 98,49  |    |   |  |  |
| * Liste du maire sortant |                |                |     |        |    |   |  |  |

### Iracoubo
- Maire sortant : Daniel Mangal (DVD)
- 19 sièges à pourvoir au conseil municipal (population légale 2011 : 1 943 habitants)
- 6 sièges à pourvoir au conseil communautaire (CC des Savanes)

|                          | Cornélie Sellali Bois-blanc | DVG            | 459   | 56,80  | 15 | 5 |  |  |
|                          | Daniel Mangal *             | SE             | 349   | 43,19  | 4  | 1 |  |  |
|                          |                             |                |       |        |    |   |  |  |
| Inscrits                 | Inscrits                    | Inscrits       | 1 028 | 100,00 |    |   |  |  |
| Abstentions              | Abstentions                 | Abstentions    | 206   | 20,04  |    |   |  |  |
| Votants                  | Votants                     | Votants        | 822   | 79,96  |    |   |  |  |
| Blancs et nuls           | Blancs et nuls              | Blancs et nuls | 14    | 1,70   |    |   |  |  |
| Exprimés                 | Exprimés                    | Exprimés       | 808   | 98,30  |    |   |  |  |
| * Liste du maire sortant |                             |                |       |        |    |   |  |  |

### Kourou
- Maire sortant : Jean-Étienne Antoinette (Walwari)
- 35 sièges à pourvoir au conseil municipal (population légale 2011 : 25 260 habitants)
- 17 sièges à pourvoir au conseil communautaire (CC des Savanes)

| Tête de liste            | Tête de liste             | Liste          | Premier tour | Premier tour | Second tour | Second tour | Sièges | Sièges |
| Tête de liste            | Tête de liste             | Liste          | Voix         | %            | Voix        | %           | CM     | CC     |
| ------------------------ | ------------------------- | -------------- | ------------ | ------------ | ----------- | ----------- | ------ | ------ |
|                          | Jean-Étienne Antoinette * | DVG            | 2 240        | 42,36        | 2 749       | 48,31       | 8      | 4      |
|                          | François Ringuet          | SE             | 1 716        | 32,45        | 2 941       | 51,68       | 27     | 13     |
|                          | Isabelle Niveau           | DVG            | 629          | 11,89        |             |             |        |        |
|                          | Juliana Rimane            | DVD            | 377          | 7,13         |             |             |        |        |
|                          | Conrad Desflots           | DVG            | 325          | 6,14         |             |             |        |        |
|                          |                           |                |              |              |             |             |        |        |
| Inscrits                 | Inscrits                  | Inscrits       | 8 570        | 100,00       | 8 781       | 100,00      |        |        |
| Abstentions              | Abstentions               | Abstentions    | 3 097        | 36,14        | 2 889       | 32,90       |        |        |
| Votants                  | Votants                   | Votants        | 5 473        | 63,86        | 5 892       | 67,10       |        |        |
| Blancs et nuls           | Blancs et nuls            | Blancs et nuls | 186          | 3,40         | 202         | 3,43        |        |        |
| Exprimés                 | Exprimés                  | Exprimés       | 5 287        | 96,60        | 5 690       | 96,57       |        |        |
| * Liste du maire sortant |                           |                |              |              |             |             |        |        |

### Macouria
- Maire sortant : Gilles Adelson (DVD)
- 29 sièges à pourvoir au conseil municipal (population légale 2011 : 9 995 habitants)
- 4 sièges à pourvoir au conseil communautaire (CA du Centre Littoral)

| Tête de liste            | Tête de liste     | Liste          | Premier tour | Premier tour | Second tour | Second tour | Sièges | Sièges |
| Tête de liste            | Tête de liste     | Liste          | Voix         | %            | Voix        | %           | CM     | CC     |
| ------------------------ | ----------------- | -------------- | ------------ | ------------ | ----------- | ----------- | ------ | ------ |
|                          | Gilles Adelson *  | DVG            | 1 370        | 46,28        | 1 828       | 56,52       | 23     | 3      |
|                          | Thierry Louis     | DVG            | 1 030        | 34,79        | 1 406       | 43,47       | 6      | 1      |
|                          | Odile Tony Prince | DVG            | 291          | 9,83         |             |             |        |        |
|                          | Yolanie Horth     | DVG            | 145          | 4,89         |             |             |        |        |
|                          | Rodolphe Galant   | DVG            | 124          | 4,18         |             |             |        |        |
|                          |                   |                |              |              |             |             |        |        |
| Inscrits                 | Inscrits          | Inscrits       | 5 249        | 100,00       | 5 249       | 100,00      |        |        |
| Abstentions              | Abstentions       | Abstentions    | 2 128        | 40,54        | 1 859       | 35,42       |        |        |
| Votants                  | Votants           | Votants        | 3 121        | 59,46        | 3 390       | 64,58       |        |        |
| Blancs et nuls           | Blancs et nuls    | Blancs et nuls | 161          | 5,16         | 156         | 4,60        |        |        |
| Exprimés                 | Exprimés          | Exprimés       | 2 960        | 94,84        | 3 234       | 95,40       |        |        |
| * Liste du maire sortant |                   |                |              |              |             |             |        |        |

### Mana
- Maire sortant : Georges Patient (DVG)
- 29 sièges à pourvoir au conseil municipal (population légale 2011 : 9 081 habitants)
- 4 sièges à pourvoir au conseil communautaire (CC de l'Ouest guyanais)

|                          | Georges Patient * | DVG            | 690   | 54,20  | 23 | 3 |  |  |
|                          | Tchoua Ya         | SE             | 583   | 45,79  | 6  | 1 |  |  |
|                          |                   |                |       |        |    |   |  |  |
| Inscrits                 | Inscrits          | Inscrits       | 1 820 | 100,00 |    |   |  |  |
| Abstentions              | Abstentions       | Abstentions    | 515   | 28,30  |    |   |  |  |
| Votants                  | Votants           | Votants        | 1 305 | 71,70  |    |   |  |  |
| Blancs et nuls           | Blancs et nuls    | Blancs et nuls | 32    | 2,45   |    |   |  |  |
| Exprimés                 | Exprimés          | Exprimés       | 1 273 | 97,55  |    |   |  |  |
| * Liste du maire sortant |                   |                |       |        |    |   |  |  |

### Maripasoula
- Maire sortant : Robert Balla (SE)
- 29 sièges à pourvoir au conseil municipal (population légale 2011 : 9 487 habitants)
- 4 sièges à pourvoir au conseil communautaire (CC de l'Ouest guyanais)

|                | Serge Anelli    | DVG            | 644   | 51,64  | 23 | 4 |  |  |
|                | Tobie Balla     | DVG            | 319   | 25,58  | 3  |   |  |  |
|                | Aikumale Alemin | EELV           | 160   | 12,83  | 2  |   |  |  |
|                | Charles Anelli  | DVG            | 124   | 9,94   | 1  |   |  |  |
|                |                 |                |       |        |    |   |  |  |
| Inscrits       | Inscrits        | Inscrits       | 1 740 | 100,00 |    |   |  |  |
| Abstentions    | Abstentions     | Abstentions    | 484   | 27,82  |    |   |  |  |
| Votants        | Votants         | Votants        | 1 256 | 72,18  |    |   |  |  |
| Blancs et nuls | Blancs et nuls  | Blancs et nuls | 9     | 0,72   |    |   |  |  |
| Exprimés       | Exprimés        | Exprimés       | 1 247 | 99,28  |    |   |  |  |

### Matoury
- Maire sortant : Jean Pierre Roumillac (UMP)
- 35 sièges à pourvoir au conseil municipal (population légale 2011 : 29 235 habitants)
- 7 sièges à pourvoir au conseil communautaire (CA du Centre Littoral)

| Tête de liste            | Tête de liste                        | Liste          | Premier tour | Premier tour | Second tour | Second tour | Sièges | Sièges |
| Tête de liste            | Tête de liste                        | Liste          | Voix         | %            | Voix        | %           | CM     | CC     |
| ------------------------ | ------------------------------------ | -------------- | ------------ | ------------ | ----------- | ----------- | ------ | ------ |
|                          | Théodore Dit Jean-Pierre Roumillac * | DVD            | 2 473        | 48,71        | 2 931       | 49,61       | 8      | 1      |
|                          | Gabriel Serville                     | DVG            | 1 536        | 30,26        | 2 976       | 50,38       | 27     | 6      |
|                          | Jean-Victor Castor                   | DVG            | 1 067        | 21,02        |             |             |        |        |
|                          |                                      |                |              |              |             |             |        |        |
| Inscrits                 | Inscrits                             | Inscrits       | 10 383       | 100,00       | 10 384      | 100,00      |        |        |
| Abstentions              | Abstentions                          | Abstentions    | 5 074        | 48,87        | 4 272       | 41,14       |        |        |
| Votants                  | Votants                              | Votants        | 5 309        | 51,13        | 6 112       | 58,86       |        |        |
| Blancs et nuls           | Blancs et nuls                       | Blancs et nuls | 233          | 4,39         | 205         | 3,35        |        |        |
| Exprimés                 | Exprimés                             | Exprimés       | 5 076        | 95,61        | 5 907       | 96,65       |        |        |
| * Liste du maire sortant |                                      |                |              |              |             |             |        |        |

### Montsinéry-Tonnegrande
- Maire sortant : Patrick Lecante
- 19 sièges à pourvoir au conseil municipal (population légale 2011 : 2 346 habitants)
- 2 sièges à pourvoir au conseil communautaire (CA du Centre Littoral)

|                          | Patrick Lecante * | DVG            | 380   | 53,82  | 15 | 2 |  |  |
|                          | Christian Porthos | DVG            | 222   | 31,44  | 3  |   |  |  |
|                          | Eléonore Johannes | SE             | 104   | 14,73  | 1  |   |  |  |
|                          |                   |                |       |        |    |   |  |  |
| Inscrits                 | Inscrits          | Inscrits       | 1 136 | 100,00 |    |   |  |  |
| Abstentions              | Abstentions       | Abstentions    | 409   | 36,00  |    |   |  |  |
| Votants                  | Votants           | Votants        | 727   | 64,00  |    |   |  |  |
| Blancs et nuls           | Blancs et nuls    | Blancs et nuls | 21    | 2,89   |    |   |  |  |
| Exprimés                 | Exprimés          | Exprimés       | 706   | 97,11  |    |   |  |  |
| * Liste du maire sortant |                   |                |       |        |    |   |  |  |

### Papaichton
- Maire sortant : Richard Lobi (DVG)
- 29 sièges à pourvoir au conseil municipal (population légale 2011 : 5 860 habitants)
- 2 sièges à pourvoir au conseil communautaire (CC de l'Ouest guyanais)

| Tête de liste            | Tête de liste    | Liste          | Premier tour | Premier tour | Second tour | Second tour | Sièges | Sièges |
| Tête de liste            | Tête de liste    | Liste          | Voix         | %            | Voix        | %           | CM     | CC     |
| ------------------------ | ---------------- | -------------- | ------------ | ------------ | ----------- | ----------- | ------ | ------ |
|                          | Richard Lobi *   | DVG            | 328          | 42,48        | 384         | 47,76       | 7      |        |
|                          | Jules Deie       | DVD            | 279          | 36,13        | 420         | 52,23       | 22     | 2      |
|                          | Antoine Dinguiou | DVG            | 165          | 21,37        |             |             |        |        |
|                          |                  |                |              |              |             |             |        |        |
| Inscrits                 | Inscrits         | Inscrits       | 1 087        | 100,00       | 1 087       | 100,00      |        |        |
| Abstentions              | Abstentions      | Abstentions    | 309          | 28,43        | 279         | 25,67       |        |        |
| Votants                  | Votants          | Votants        | 778          | 71,57        | 808         | 74,33       |        |        |
| Blancs et nuls           | Blancs et nuls   | Blancs et nuls | 6            | 0,77         | 4           | 0,50        |        |        |
| Exprimés                 | Exprimés         | Exprimés       | 772          | 99,23        | 804         | 99,50       |        |        |
| * Liste du maire sortant |                  |                |              |              |             |             |        |        |

### Remire-Montjoly
- Maire sortant : Jean-Marcel Ganty (DVG)
- 33 sièges à pourvoir au conseil municipal (population légale 2011 : 19 894 habitants)
- 5 sièges à pourvoir au conseil communautaire (CA du Centre Littoral)

| Tête de liste            | Tête de liste          | Liste          | Premier tour | Premier tour | Second tour | Second tour | Sièges | Sièges |
| Tête de liste            | Tête de liste          | Liste          | Voix         | %            | Voix        | %           | CM     | CC     |
| ------------------------ | ---------------------- | -------------- | ------------ | ------------ | ----------- | ----------- | ------ | ------ |
|                          | Jean Ganty *           | DVG            | 2 165        | 42,23        | 2 609       | 47,93       | 25     | 4      |
|                          | Claude Plenet          | DVG            | 1 879        | 36,65        | 2 093       | 38,45       | 6      | 1      |
|                          | Joëlle Sankalé-suzanon | DVG            | 1 082        | 21,10        | 741         | 13,61       | 2      |        |
|                          |                        |                |              |              |             |             |        |        |
| Inscrits                 | Inscrits               | Inscrits       | 10 528       | 100,00       | 10 529      | 100,00      |        |        |
| Abstentions              | Abstentions            | Abstentions    | 5 157        | 48,98        | 4 893       | 46,47       |        |        |
| Votants                  | Votants                | Votants        | 5 371        | 51,02        | 5 636       | 53,53       |        |        |
| Blancs et nuls           | Blancs et nuls         | Blancs et nuls | 245          | 4,56         | 193         | 3,42        |        |        |
| Exprimés                 | Exprimés               | Exprimés       | 5 126        | 95,44        | 5 443       | 96,58       |        |        |
| * Liste du maire sortant |                        |                |              |              |             |             |        |        |

### Roura
- Maire sortant : David Riché (PS)
- 23 sièges à pourvoir au conseil municipal (population légale 2011 : 2 609 habitants)
- 3 sièges à pourvoir au conseil communautaire (CA du Centre Littoral)

|                          | David Riché *       | DVG            | 965   | 71,85  | 20 | 3 |  |  |
|                          | Annie-Claude Clovis | DVG            | 378   | 28,14  | 3  |   |  |  |
|                          |                     |                |       |        |    |   |  |  |
| Inscrits                 | Inscrits            | Inscrits       | 1 958 | 100,00 |    |   |  |  |
| Abstentions              | Abstentions         | Abstentions    | 572   | 29,21  |    |   |  |  |
| Votants                  | Votants             | Votants        | 1 386 | 70,79  |    |   |  |  |
| Blancs et nuls           | Blancs et nuls      | Blancs et nuls | 43    | 3,10   |    |   |  |  |
| Exprimés                 | Exprimés            | Exprimés       | 1 343 | 96,90  |    |   |  |  |
| * Liste du maire sortant |                     |                |       |        |    |   |  |  |

### Saint-Georges
- Maire sortant : Fabienne Mathurin-Brouard (DVD)
- 27 sièges à pourvoir au conseil municipal (population légale 2011 : 3 946 habitants)
- 11 sièges à pourvoir au conseil communautaire (CC de l'Est guyanais)

|                          | Georges Elfort      | DVG            | 524   | 51,82  | 21 | 9 |  |  |
|                          | Fabienne Mathurin * | SE             | 295   | 29,17  | 4  | 2 |  |  |
|                          | Edmard Elfort       | SE             | 112   | 11,07  | 1  |   |  |  |
|                          | Laurent Mandé       | SE             | 80    | 7,91   | 1  |   |  |  |
|                          |                     |                |       |        |    |   |  |  |
| Inscrits                 | Inscrits            | Inscrits       | 1 353 | 100,00 |    |   |  |  |
| Abstentions              | Abstentions         | Abstentions    | 311   | 22,99  |    |   |  |  |
| Votants                  | Votants             | Votants        | 1 042 | 77,01  |    |   |  |  |
| Blancs et nuls           | Blancs et nuls      | Blancs et nuls | 31    | 2,98   |    |   |  |  |
| Exprimés                 | Exprimés            | Exprimés       | 1 011 | 97,02  |    |   |  |  |
| * Liste du maire sortant |                     |                |       |        |    |   |  |  |

### Saint-Laurent-du-Maroni
- Maire sortant : Léon Bertrand (UMP)
- 43 sièges à pourvoir au conseil municipal (population légale 2011 : 40 462 habitants)
- 13 sièges à pourvoir au conseil communautaire (CC de l'Ouest guyanais)

|                          | Léon Bertrand *  | UMP            | 3 070 | 65,47  | 37 | 12 |  |  |
|                          | Chris Chaumet    | DVG            | 1 017 | 21,68  | 4  | 1  |  |  |
|                          | Diana Joje-pansa | SE             | 602   | 12,83  | 2  |    |  |  |
|                          |                  |                |       |        |    |    |  |  |
| Inscrits                 | Inscrits         | Inscrits       | 8 952 | 100,00 |    |    |  |  |
| Abstentions              | Abstentions      | Abstentions    | 4 103 | 45,83  |    |    |  |  |
| Votants                  | Votants          | Votants        | 4 849 | 54,17  |    |    |  |  |
| Blancs et nuls           | Blancs et nuls   | Blancs et nuls | 160   | 3,30   |    |    |  |  |
| Exprimés                 | Exprimés         | Exprimés       | 4 689 | 96,70  |    |    |  |  |
| * Liste du maire sortant |                  |                |       |        |    |    |  |  |

### Sinnamary
- Maire sortant : Jean-Claude Madeleine (SE)
- 23 sièges à pourvoir au conseil municipal (population légale 2011 : 3 165 habitants)
- 11 sièges à pourvoir au conseil communautaire (CC des Savanes)

| Tête de liste            | Tête de liste           | Liste          | Premier tour | Premier tour | Second tour | Second tour | Sièges | Sièges |
| Tête de liste            | Tête de liste           | Liste          | Voix         | %            | Voix        | %           | CM     | CC     |
| ------------------------ | ----------------------- | -------------- | ------------ | ------------ | ----------- | ----------- | ------ | ------ |
|                          | Jean Claude Madeleine * | SE             | 595          | 46,26        | 744         | 52,46       | 18     | 9      |
|                          | Émilie Clet-ventura     | DVG            | 520          | 40,43        | 674         | 47,53       | 5      | 2      |
|                          | Patrice Clet            | DVG            | 171          | 13,29        |             |             |        |        |
|                          |                         |                |              |              |             |             |        |        |
| Inscrits                 | Inscrits                | Inscrits       | 1 932        | 100,00       | 1 932       | 100,00      |        |        |
| Abstentions              | Abstentions             | Abstentions    | 626          | 32,40        | 486         | 25,16       |        |        |
| Votants                  | Votants                 | Votants        | 1 306        | 67,60        | 1 446       | 74,84       |        |        |
| Blancs et nuls           | Blancs et nuls          | Blancs et nuls | 20           | 1,53         | 28          | 1,94        |        |        |
| Exprimés                 | Exprimés                | Exprimés       | 1 286        | 98,47        | 1 418       | 98,06       |        |        |
| * Liste du maire sortant |                         |                |              |              |             |             |        |        |